# 亞歷山大丹尼士Enviro 500 EV
亞歷山大丹尼士Enviro 500 EV（英語：Alexander Dennis Enviro 500 EV）是一款由英國亞歷山大丹尼士生產的3軸零排放電力驅動雙層巴士，它也是亞歷山大丹尼士製造的其中一款Enviro EV系列巴士。

## 概要
2020年，ADL宣布為北美市場推出新一代Enviro 500 EV電動公車，車身長度12米。這款車型並非使用中國比亞迪的底盤、電池與驅動組件，而改用ADL自家底盤、德國福伊特馬達與美國Proterra電池。公車採用尾軸驅動取代中軸驅動，以縮短驅動組件位置，騰出更多空間安放座位。Enviro 500 EV電動公車採用輕質鋁製車身結構和不銹鋼底盤，採用HVAC系統，配備全電動熱泵，可在寒冷天氣增加車輛行駛里程。
2022年，ADL宣布為香港九龍巴士提供10輛電動Enviro 500 EV，廠方為香港市場開發電動雙層公車，以滿足嚴苛的運營要求。

## 香港

### 九龍巴士

#### AED1-10
2022年3月23日，亞歷山大丹尼士宣布，已為九龍巴士製造首批10輛Enviro 500 EV 12米三軸電動雙層巴士，車身編號M512。該批巴士以原廠自家設計底盤為基礎，每輛電動雙層巴士總載客量可達130人，其中1輛新車底盤及車身裝組由英國原廠負責，其餘9輛新車底盤及車身裝組均由珠海中興智能汽車負責。首2輛已於2023年4月20日抵港，並配備新的創新功能，將繼續提高效率、安全性和舒適性的標準。首輛已於2024年2月29日出牌，車隊編號定為AED。
車身設計以上一次Enviro 500 MMC Facelift為基礎而改良，例如車頭上半部與Enviro 500 MMC Facelift相似，下半部之車頭燈側採用以梯形的斜角線條化設計，車尾方面與ALX500車身相似的設計，採用較Facelift車身更為方角的兩側設計，同樣採有具線條感的尾燈，外表顯得更為時尚；內部設計方面，客室以仿木地板的車廂設計，駕駛室採用玻璃座艙(Glass Cockpit)設計，由英國Hanover製造，且具備輕觸式屏幕，此舉使司機更方便操控和管理此車，車廂改用新款Vogel Revo S440 440mm闊身座椅外，配以咖啡色與奶白色，關愛座亦沿用奶白色與紅色，上層頭枕旁扶手環沿用奶白色，下層椅頭枕旁扶手環則改用灰色，下層近走廊的座椅及左邊近樓梯間對面的座椅手枕，採用灰色手枕，所有座椅均設有安全帶，下層右邊位置增設兩排關愛座。
Enviro500EV的電池由波蘭Impact Clean Power Technology公司提供，可提供472KWH儲能。該電池經過亞歷山大丹尼士自家研發及設計，使接口底盤標準化，從而可在電池模組和電池級別進行雙重採購。此外，此車設有設有「水冷系統」與「電池管理系統」，有效管理電池溫度及監察電池狀態，延長電池壽命及提升效能。這款電動巴士的馬達由德國福伊特出品，安裝於中軸之上，並採用蘇州新同創汽車空調有限公司的空調系統，並非過往的日本電裝提供，車門由荷蘭Vantura提供，採用電動驅動式，前門為90度雙扇旋轉門，中後門為滑塞式車門。
Enviro 500 EV 將是 ADL 在亞太地區的首款電動雙層巴士。
2024年5月11日，AED1於112線首航。
運作情況
ADL電巴營運期間被發現續航能力不似預期，未能達到300公里水平，續航力不及國產比亞迪雙層電巴。據了解，首架ADL雙層電巴營運至2024年7月中左右便再無載客營運記錄，九巴近日就該款車在多區模擬載客試車，測試效能。直到2024年11月4日,經過多個月作調整,AED2復出行走6C線,AED1在當日也有進行車長訓練。翌日,AED1亦復出行走6C線。
AED1在2024年12月中前往九龍灣廠進行車長訓練,直到2025年1月3日,傍晚首次載客行走9號線。翌日首次載客行走1A線,直至同月15日起改為行走9號線。
AED1曾於2024年1月17日行走9號線期間壞車 ,至2024年1月25日復出。
AED1於2025年2月28日傍晚時分首次載客行走6號線
AED8於2025年5月29日首次載客，並行走1A線

### 港鐵巴士

#### Z01
2021年，港鐵招標供應一部雙層電動巴士。2022年4月27日，港鐵訂購1輛Enviro 500 EV 12米雙層電動巴士，車身編號N501，合約編號K3308.A-21E，批出總值5,755,000港元的合約。全車總載客量比九巴同款巴士少7人，達115人。該車於2023年9月到達香港，該車於2024年4月29日出牌。

#### Z02-36
2023年2月，港鐵再訂購35輛Enviro 500 EV 12米雙層電動巴士，車身編號P507，合約編號K2489-23E，批出總值184,318,173港元的合約。預計配合政府資助更換歐盟四期柴油商用車輛計劃而取代2008年Enviro 200（901-911）及2008-2009年Enviro 500（801-824）。這批量產巴士全車總載客量比Z01多7人，達122人，與九巴同款巴士相同。首輛已於2024年10月18日抵港，首輛巴士（Z02）已於同年12月7日出牌。

### 中華電力
2024年，中電集團訂購4輛Enviro 500 EV 12米三軸電動雙層巴士，車身編號Q505，巴士所有規格和港鐵巴士同期裝嵌的Enviro 500 EV大致相同，輪椅停放位（該位置已裝上兩個固定單人座位），預計配合政府資助更換歐盟四期柴油商用車輛計劃而取代2009年Enviro 500（317、318、320、321）。首輛已於2025年4月24日抵港，首兩輛巴士已於同年6月26日出牌。

### 同廠產品
- 亞歷山大丹尼士Enviro 500 MMC

## 外部連結
- （英文） Enviro 500 EV型號官方說明
- 香港巴士大典上的相关条目：Enviro500EV